# The Miskolc Experience
The Miskolc Experience è il terzo album live pubblicato dalla band svedese Symphonic metal Therion. Esso è formato da due cd e contiene la registrazione del concerto tenutosi a Miskolc (Ungheria) il 16 giugno 2007. Dello stesso album esiste anche una versione in DVD.

Si tratta di un album particolare, in quanto il primo dei due cd che lo compongono contiene quasi esclusivamente materiale di autori classici come Mozart, Verdi e Wagner (l'unica eccezione è costituita dalla opener "Clavicula Nox"). Il concerto, inoltre, si avvale della presenza fondamentale di una orchestra sinfonica.

## Tracce

### CD 1: Part 1 - Classical Adventures
1. Clavicula Nox - 10:34
2. Dvorak: Excerpt from Symphony no. 9 - 02:04
3. Verdi: "Vedi! le fosche notturne spotigle"[1] from Il trovatore - 02:45
4. Mozart: "Dies Irae" from Requiem - 01:59
5. Saint-Saëns: Excerpt from Symphony No. 3 - 02:14
6. Wagner: "Notung! Notung! Niedliches Schwert!" from The Ring - 07:10
7. Wagner: Excerpt from the Overture from Rienzi - 03:12
8. Wagner: Second part of "Der Tag ist da" from Rienzi -07:17
9. Wagner: First part of "Herbei! Herbei!" from Rienzi -01:47

### CD 2: Part 2 - Therion Songs
1. Blood of Kingu - 05:53
2. Sirius B - 03:51
3. Lemuria - 04:22
4. Eternal Return - 07:21
5. Draconian Trilogy - 08:37
6. Schwarzalbenheim - 05:28
7. Via Nocturna - 09:43
8. The Rise Of Sodom And Gomorrah - 06:54
9. Grand Finale - 04:23

## DVD

### Concerto
1. Clavicula Nox
2. Dvorak: Excerpt from Symphony no. 9
3. Verdi: "Vedi! le fosche notturne spotigle"[1] from Il trovatore
4. Mozart: "Dies Irae" from Requiem
5. Saint-Saens: Excerpt from Symphony No. 3
6. Wagner: "Notung! Notung! Niedliches Schwert!" from The Ring
7. Wagner: Excerpt from the Overture from Rienzi
8. Wagner: Second part of "Der Tag ist da" from Rienzi
9. Wagner: First part of "Herbei! Herbei!" from Rienzi
10. Blood of Kingu
11. Sirius B
12. Lemuria
13. Eternal Return
14. Draconian Trilogy
15. Schwarzalbenheim
16. Via Nocturna
17. The Rise Of Sodom And Gomorrah
18. Grand Finale

### Bonus Features
1. Documentary
2. Therion Goes Classic - Bucharest 2006

## Formazione
- Christofer Johnsson - chitarra
- Kristian Niemann - chitarra, chitarra ritmica
- Johann Niemann - basso
- Petter Karlsson – batteria